# Calle de Alfonso el Magnánimo
La Calle de Alfonso el Magnánimo (Carrer d'Alfons el Magnànim en catalán) es una de las principales vías urbanas de la ciudad de Palma de Mallorca. Hasta 2009 era conocida como Calle del Capitán Salom, dedicada al capitán Julián Salom quien combatió en el bando sublevado durante el Desembarco de Mallorca, pero fue modificado a raíz de la Ley de Memoria Histórica. Ahora recibe el nombre en honor a Alfonso V de Aragón que reinó en Mallorca bajo el título de Alfonso I de Mallorca entre los años 1416 y 1458. 
Comienza en la plaza de Abū Yahyā, como continuación de la Calle 31 de diciembre, y llega hasta la salida de la ciudad, hasta la carretera de Sóller. Es por lo tanto, vía canalizadora de los vehículos que van a Sóller o a Valldemosa.

## Historia
Sus orígenes los encontraríamos a la Edad Media con el Camino Real que unía la ciudad de Palma con la villa de Sóller, situada al norte de la isla en la Sierra de Tramuntana. Dicho camino partía de una de las puertas de la muralla, la Puerta Pintada o Puerta de Santa Margarita, y realizaba una ruta similar a la de la actual carretera Ma-11. De todos modos, como calle hemos de remontarnos a principios del siglo XX, cuando el plan Calvet planteó la reconversión en vía urbana de un tramo de la carretera de Sóller. Entre la antigua Puerta Pintada, allí donde entonces acababa la calle San Miguel y el punto donde se bifurcaban las carreteras de Sóller y Valldemosa, allí donde hoy se encuentra la plaza de Abu Yahya, recibía en el proyecto de Calvet el nombre de «Calle F». El tramo restante, que abarcaba desde el final de esa vía —la actual calle 31 de diciembre— hasta el cruce con la avenida de Gaspar Bennazar, límite del área a urbanizar, fue bautizada como «Calle G».
La calle continuó con esta denominación, aunque popularmente era denominada «Carretera de Sóller», hasta el 5 de agosto de 1933. Ese día, el ayuntamiento republicano aprobó el nombre de «Calle de Francisco Layret». Francisco Layret fue un abogado laborista y político de ideología republicana, catalanista y progresista, asesinado en 1920. El 1 de mayo de 1942, ya acabada la guerra civil española y con un consistorio franquista, se decidió dedicar más de cien calles a militares y partidarios del bando sublevado fallecidos durante la contienda. La mayoría eran vías que todavía no tenían nombre, pero también las había como esta, con denominaciones impuestas por la República o que simplemente no eran del agrado del régimen. De este modo, la vía pasó a denominarse «Calle del Capitán Salom» en honor a Julián Salom, un militar de artillería que murió durante la batalla de Manacor en agosto de 1936. El cambio de nombre supuso además la prolongación de la vía hasta el barrio de Amanecer, tramo que hasta entonces recibía la denominación de Carretera de Sóller. El límite establecido en 1942 coincide, a grandes rasgos, con el que encontramos en 2025: la Vía de Cintura. Atravesada la ronda de circunvalación, la calle, pese a contar con tramos urbanizados, recibe el nombre de «Carretera de Sóller».
La calle conservó el nombre castrense hasta el 13 de mayo de 2009, cuando a raíz de la aprobación de la Ley de Memoria Histórica el ayuntamiento de Palma, presidido por una coalición de centro-izquierda, decidió dedicar esta vía a Alfonso el Magnánimo. Se trata de Alfonso V de Aragón (1396-1458), quien como soberano de la Corona de Aragón fue además rey de Mallorca con el nombre de Alfonso I.

## Edificios importantes
- Hospital de la Cruz Roja
- Banco de Sangre de las Islas Baleares
- Consejería de Educación
- Conservatorio de Música
- Antigua prisión